# Indy NXT
Firestone Indy NXT Series, tidigare Firestone Indy Lights är en amerikansk formelbilsserie som körs i anslutning till IndyCar Series och drivs av sanktionsförbundet Indy Racing League. 

## Historia
Den ursprungliga Indy Lights-series kördes 1986, och gick tillsammans med CART under sina sexton första år. Bland seriens mästare märktes Paul Tracy 1990, Greg Moore 1995, Tony Kanaan 1997, Cristiano da Matta 1998 och Scott Dixon 2000. CART:s finansiella problem gjorde dock att serien lades ned efter 2001. 2002 startade Indy Racing League upp den nya serien Infiniti Pro Series i dess ställe, och den serien utvecklades så småningom till Indy Lights igen, efter att IRL vunnit tillbaka namnrättigheterna till Indynamnet.

## Mästare
| År   | Vinnare            |
| ---- | ------------------ |
| 1986 | Fabrizio Barbazza  |
| 1987 | Didier Theys       |
| 1988 | Jon Beekhuis       |
| 1989 | Mike Groff         |
| 1990 | Paul Tracy         |
| 1991 | Eric Bachelart     |
| 1992 | Robbie Buhl        |
| 1993 | Bryan Herta        |
| 1994 | Steve Robertson    |
| 1995 | Greg Moore         |
| 1996 | David Emrpingham   |
| 1997 | Tony Kanaan        |
| 1998 | Cristiano da Matta |
| 1999 | Oriol Servià       |
| 2000 | Scott Dixon        |
| 2001 | Townsend Bell      |
| 2002 | A.J. Foyt IV       |
| 2003 | Mark Taylor        |
| 2004 | Thiago Medeiros    |
| 2005 | Wade Cunningham    |
| 2006 | Jay Howard         |
| 2007 | Alex Lloyd         |
| 2008 | Raphael Matos      |
| 2009 | J.R. Hildebrand    |
| 2010 | Jean-Karl Vernay   |